# Índice de igualdad de género

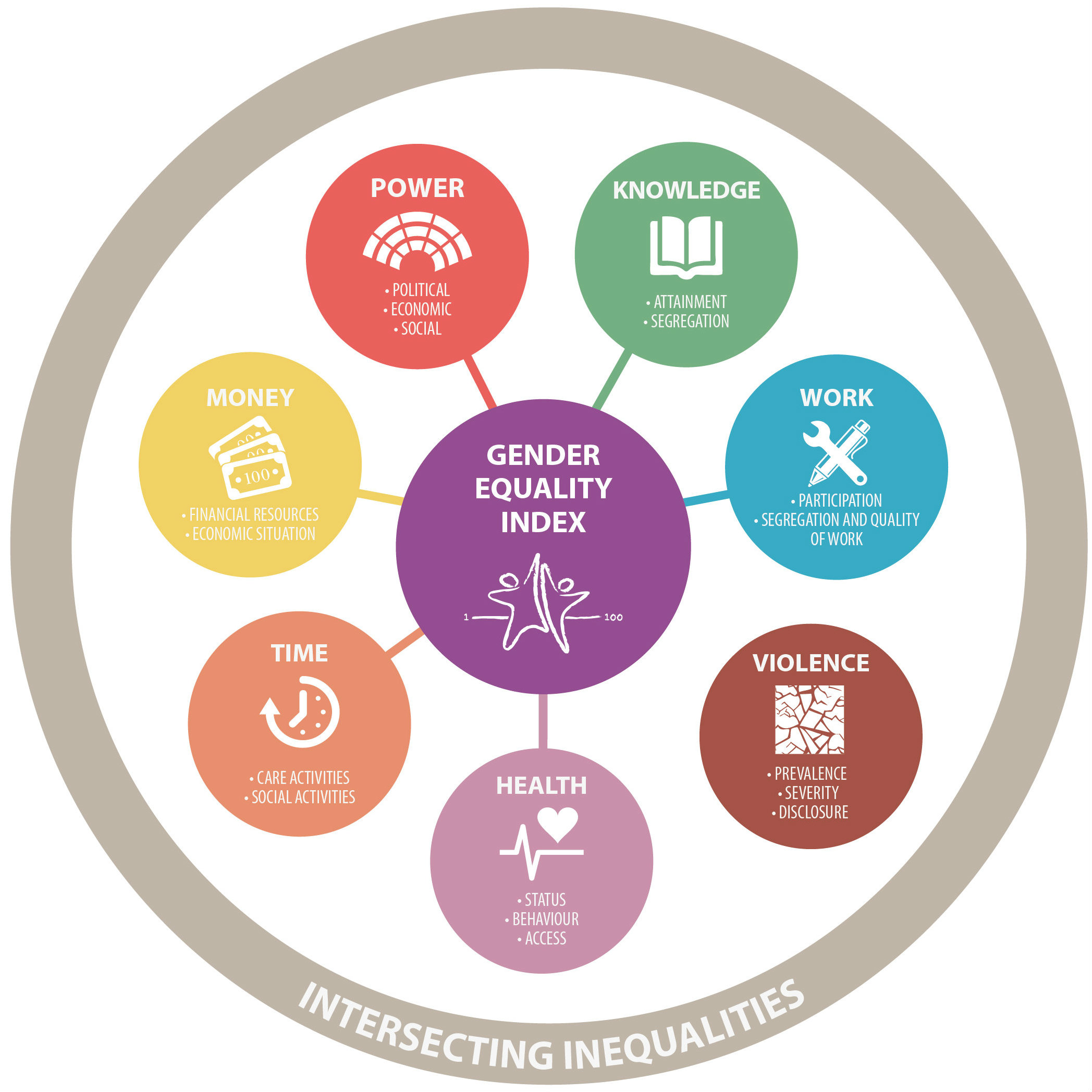
Los ámbitos principales y adicionales del Índice de Igualdad de Género del EIGE

El Índice de Igualdad de Género es una herramienta para medir el progreso de la igualdad de género en varios ámbitos de la vida económica y social en la UE y sus Estados miembros, desarrollada por el Instituto Europeo para la Igualdad de Género (EIGE). Proporciona una visión sobre la situación de igualdad en Europa y permite realizar comparaciones entre los países miembros y estudiar la evolución y rendimiento de los mismos, identificando patrones que reflejen un avance relativo o un retroceso en la puntuación del Índice en relación con la media de la UE. Algo que permite medir el impacto de las políticas de igualdad y visibilizar aquellas áreas que precisan mejora.
el Índice Europeo de Igualdad de Género consta de seis indicadores centrales (Trabajo, Dinero, Conocimiento, Tiempo, Poder y Salud), que se tienen en cuenta a la hora de calcular la puntuación que sirve de referencia para la posición de cada país.
Estas áreas se resumen en una estructura jerárquica de ámbitos y subdominios. El Índice consta de 31 indicadores y va de 1 a 100, representando 100 una sociedad con igualdad de género. El objetivo del Índice es apoyar la toma de decisiones en la UE basada en pruebas y con conocimiento de causa, y hacer un seguimiento de los avances y retrocesos en materia de igualdad de género desde 2005. Además, ayuda a comprender dónde son más necesarias las mejoras y, de este modo, apoya a los responsables políticos en el diseño de medidas de igualdad de género más eficaces.
La Estrategia de Igualdad de Género de la UE 2020-2025 reconoce el Índice como una referencia clave para la igualdad de género en la UE y establece su intención de introducir un seguimiento anual de la igualdad de género, basándose en el Índice de Igualdad de Género.
El primer Índice de Igualdad de Género se publicó en 2013, seguido de 2015 y 2017. Desde 2019, el Índice se publica anualmente y consta de dos partes. Mientras que la primera parte muestra las puntuaciones de los ámbitos, la segunda parte tiene un enfoque temático dedicado diferente cada año. Además del informe sobre el Índice de Igualdad de Género, el EIGE también publica fichas informativas por países con análisis específicos de las puntuaciones e indicadores de cada Estado miembro de la UE.

## Ámbitos
El Índice de Igualdad de Género es una medida compuesta que consta de seis ámbitos básicos -trabajo, dinero, conocimiento, tiempo, poder, salud- que cuentan para la puntuación del Índice. Los ámbitos básicos se dividen a su vez en 14 subdominios que reflejan las cuestiones clave de la igualdad de género en el área respectiva. La estructura del Índice incluye dos ámbitos adicionales: violencia y desigualdades entrecruzadas. No se incluyen en el Índice básico porque se centran en fenómenos específicos que sólo se aplican a un grupo seleccionado de la población.
El marco conceptual se presenta en la primera edición del Índice y se actualizó en 2017.
El Índice de Igualdad de Género se calcula utilizando las principales encuestas y recopilaciones de datos a nivel de la UE que abarcan todos los Estados miembros de la UE. Entre las fuentes de datos figuran Eurostat (estadísticas de educación, Encuesta de Población Activa de la Unión Europea, Encuesta Europea de Salud por Entrevista, Estadísticas de la Unión Europea sobre la Renta y las Condiciones de Vida, Encuesta sobre la Estructura de los Ingresos), Eurofound (Encuesta Europea sobre Condiciones de Trabajo, Encuesta Europea sobre la Calidad de Vida) y EIGE (Mujeres y Hombres en la Toma de Decisiones).

### Ámbitos principales

#### Trabajo
El ámbito del trabajo compara la posición de mujeres y hombres en el mercado laboral de la Unión Europea. Mide las brechas de género en la participación en el mercado laboral, los patrones de segregación sectorial y la calidad del trabajo (como la flexibilidad del horario laboral y las perspectivas profesionales).

#### Dinero
El ámbito del dinero examina las desigualdades en los recursos financieros y la situación económica de mujeres y hombres. Mide las brechas en los ingresos, así como el riesgo de pobreza y la distribución de la renta.

#### Conocimiento
El ámbito del conocimiento muestra las diferencias entre mujeres y hombres en términos de educación y formación. Este ámbito mide las brechas en la participación en la educación terciaria y permanente, así como la segregación en los ámbitos educativos.

#### Tiempo
El ámbito del tiempo mide las desigualdades en la distribución del tiempo que mujeres y hombres dedican a distintas actividades. Mide las brechas de género en la participación de mujeres y hombres en el cuidado de sus hijos o nietos, personas mayores y personas con discapacidad, así como su participación en la cocina y las tareas domésticas en comparación con el tiempo dedicado a actividades sociales.

#### Poder
El ámbito del poder mide la igualdad de género en los puestos de toma de decisiones en las esferas política, económica y social. El subdominio del poder político examina la representación de mujeres y hombres en los parlamentos nacionales, el gobierno y las asambleas regionales/locales. El subdominio del equilibrio de género en la toma de decisiones económicas se mide por la proporción de mujeres y hombres en los consejos de administración de los mayores bancos centrales nacionales y registrados. El Índice también presenta datos en el subdominio del poder social, que incluye datos sobre la toma de decisiones en organizaciones de financiación de la investigación, medios de comunicación y deportes.

#### Salud
El ámbito de la salud mide la igualdad de género en tres aspectos relacionados con la salud: estado de salud, comportamiento saludable/no saludable y acceso a los servicios sanitarios. El estado de salud examina las diferencias en la esperanza de vida de mujeres y hombres, junto con la salud autopercibida y los años de vida sana. Esto se complementa con un conjunto de factores de comportamiento saludable, basados en las recomendaciones de la Organización Mundial de la Salud sobre consumo de fruta y verdura, actividad física, tabaquismo y consumo de alcohol. El acceso a los servicios de salud se mide por el porcentaje de personas que declaran tener necesidades médicas y/o dentales no cubiertas.

### Ámbitos adicionales

#### Desigualdades entrecruzadas
Dado que las mujeres y los hombres no son grupos homogéneos, este ámbito examina otras características que pueden afectar a la igualdad de género. Se seleccionaron cinco factores sociales o "intersecciones" para su investigación: tipo de familia, edad, país de nacimiento, discapacidad y educación. Esto permite analizar la situación de los distintos subgrupos por separado, así como las diferencbrechas de género dentro de estos grupos. Desde el punto de vista de las políticas, es posible determinar qué grupos de mujeres y hombres están menos o más desfavorecidos e indicar medidas políticas mejor orientadas.

#### Violencia
El ámbito de la violencia proporciona un conjunto de indicadores que pueden ayudar a los Estados miembros a evaluar el alcance y la naturaleza de la violencia contra las mujeres y permitir el seguimiento y la evaluación de la respuesta institucional a este fenómeno. Para proporcionar la imagen más completa y fiable de la violencia contra las mujeres en la UE, se definió una estructura de medición de tres niveles que incluye: (1) un conjunto de indicadores sobre el alcance de la violencia contra las mujeres que formarán la medida compuesta; (2) un conjunto de indicadores adicionales que cubren una gama más amplia de formas de violencia contra las mujeres; (3) un conjunto de factores contextuales, que pueden proporcionar información sobre algunas de las causas y circunstancias que rodean la violencia contra las mujeres.

## Enfoque temático
El Índice 2022 se centra temáticamente en la pandemia COVID-19 y los cuidados. Basado en la encuesta de EIGE sobre las consecuencias socioeconómicas de la pandemia de COVID-19 en la igualdad de género con más de 40 000 encuestados en toda la UE, el enfoque explora la división del cuidado informal de los niños, los cuidados de larga duración (CLD) y las tareas domésticas entre mujeres y hombres. Realizada en junio y julio de 2021, la encuesta también examina el impacto de la pandemia en las organización del trabajo, el acceso a los servicios, la conciliación de la vida laboral y familiar y el bienestar de los cuidadores.
El enfoque temático del Índice 2021 sobre la salud explora las diferencias de género en tres dimensiones: el estado de salud (incluida la salud mental), los comportamientos en materia de salud y el acceso a los servicios sanitarios. También proporciona un análisis de género de la salud sexual y reproductiva y la pandemia del COVID-19.
El enfoque temático del Índice de Igualdad de Género 2020 examina la digitalización y el futuro del trabajo desde una perspectiva de género. Analiza los patrones en el uso de las nuevas tecnologías, la transformación digital del mundo laboral y las consecuencias más amplias de la digitalización, como la inteligencia artificial o el acoso en línea en un entorno laboral y sus respectivas implicaciones de género.
El primer enfoque temático de la edición 2019 del Índice de Igualdad de Género se centra en el equilibrio entre la vida laboral y personal. Abarca tres grandes áreas: trabajo remunerado, trabajo no remunerado (cuidados), y educación y formación, proporcionando indicadores en seis áreas específicas: políticas de permiso parental; cuidados informales para adultos mayores o personas con discapacidad, así como servicios de cuidados de larga duración; cuidado de niños y servicios de guardería; transporte e infraestructuras públicas; acuerdos de trabajo flexibles; y aprendizaje permanente.

## Resultados
En 2022, la puntuación del Índice de Igualdad de Género para la UE es de 68,6 puntos sobre 100, lo que supone un aumento de 0,6 puntos desde el Índice de 2021 y sólo 5,5 puntos más que en 2010. Esto supone un avance, pero a un ritmo lento. El progreso en igualdad de género está impulsado en gran medida por el ámbito del poder, que, por el contrario, presenta las mayores desigualdades de género en la UE. Sin este ámbito, la puntuación del Índice habría descendido debido al impacto de la pandemia COVID-19. Por primera vez desde su creación, el Índice de Igualdad de Género registra descensos en las puntuaciones en los ámbitos del trabajo y el conocimiento, con mayores desigualdades de género en el empleo (tasa de empleo equivalente a tiempo completo (ETC) y duración de la vida laboral), la educación (titulación terciaria y participación en educación y formación formal o informal), así como en el estado de salud y el acceso a los servicios sanitarios. Las brechas de género en el riesgo de pobreza y la distribución de la renta entre mujeres y hombres se han mantenido constantes.

## Informes del Índice de Igualdad de Género
- Índice de Igualdad de Género 2022: La pandemia de COVID-19 y sus cuidados.[7]
- Índice de Igualdad de Género 2021: Salud.[10]
- Índice de Igualdad de Género 2020: Digitalización y futuro del trabajo.[11]
- Índice de Igualdad de Género 2019: Conciliación entre vida personal y laboral.[12]
- Desigualdades que se cruzan: Índice de igualdad de género (2019).[5]
- Índice de Igualdad de Género 2017: Medición de la igualdad de género en la Unión Europea 2005-2015.[13]
- Índice de Igualdad de Género 2017: Marco de medición de la violencia contra las mujeres - Informe.[6]
- Índice de Igualdad de Género 2015: Medición de la igualdad de género en la Unión Europea 2005-2012.[14]
- Índice de Igualdad de Género 2013.[15]